# Gerhard Emig (Chemiker)
Gerhard Emig (* 1938 in Bensheim, Hessen) ist ein deutscher Chemiker.

## Leben
Emig studierte Chemie in Darmstadt und wurde 1965 am Institut für Chemische Technologie promoviert. Anschließend arbeitete er am Institut für Technische Chemie in Erlangen als wissenschaftlicher Mitarbeiter unter Hanns Hofmann und wurde dort im Jahre 1975 habilitiert.
1978 wurde er zum Professor berufen. Im Jahre 1989 erhielt er einen Ruf an das Institut für Chemische Technik der Universität Karlsruhe. 1992 wechselte er zurück an den Lehrstuhl für Chemische Reaktionstechnik an der Universität Erlangen-Nürnberg, wo er 2003 emeritiert wurde.
Der Schwerpunkt seiner wissenschaftlichen Arbeit lag in der Reaktionstechnik der heterogenen Katalyse von Gasphasenreaktionen und der Modellierung von Reaktoren. Dabei stand die Verwendung von Lachgas (N2O) als Oxidationsmittel im Mittelpunkt seiner Arbeiten. Ein weiteres Arbeitsgebiet war die Entwicklung von Mikroreaktoren.
Gerhard Emig erhielt zahlreiche Preise und Auszeichnungen, u. a. von der Deutschen Vereinigung für Chemie- und Verfahrenstechnik die Gerhard-Damköhler-Medaille, von der DGMK die Carl-Engler-Medaille und von der DECHEMA die DECHEMA-Medaille.
1995 erweiterte Gerhard Emig das traditionsreiche Lehrbuch "Technische Chemie: Einführung in die Chemische Reaktionstechnik" von Erich Fitzer und Werner Fitz in seiner 5. Auflage wesentlich um Fluid-Fluid-Reaktionen, die Stöchiometrie chemischer Reaktionen, Wirbelschichtreaktoren und einen mathematischen Anhang. 2017 erschien eine Neuauflage, gemeinsam herausgegeben mit seinem Habilitanden Elias Klemm, in der Neuauflage 2024 stieß Hannsjörg Freund dazu.